# Sérgio Kukina
Sérgio Luíz Kukina (Curitiba, 13 de julho de 1959) é um magistrado brasileiro. Desde 2013 é ministro do Superior Tribunal de Justiça (STJ).

## Carreira
Sérgio Kukina é filho do imigrante croata Alojz Kukina e da catarinense Iza Kukina.
É bacharel em direito (1982) pela Pontifícia Universidade Católica do Paraná  (PUC-PR). Na mesma universidade, concluiu especialização em Ciências Penais (1992) e mestrado em direito (2004), tendo apresentado a dissertação Tutela recursal diferenciada no Estatuto da Criança e do Adolescente: uma abordagem à luz do Direito Internacional dos Direitos Humanos, orientado pela professora Flávia Piovesan. Também concluiu especialização em direito contemporâneo (1993) pela Universidade Federal do Paraná.
Tornou-se promotor de Justiça do Ministério Público do Estado do Paraná em 1984, sendo promovido a procurador de Justiça em 2002.
Em 2013, foi nomeado pela presidente da República Dilma Rousseff para o cargo de ministro do Superior Tribunal de Justiça, em vaga destinada a membro do  Ministério Público, após indicação por seus pares no parquet e seleção em lista tríplice pelos ministros do STJ. Tomou posse em 6 de fevereiro de 2013.

## Publicações
- A afirmação judicial dos Direitos da Criança e do Adolescente. In: Márcia Caldas (org.). Os vários olhares do Direito da Criança e do Adolescente volume 6. 21ª ed. Curitiba: OAB-PR, 2006.
- Anotações sobre a reprodução humana assistida. In: Jussara Maria Leal de Meirelles (org.). Estudos de Biodireito. 1ªed. Curitiba: Genesis, 2004.
- Apontamentos sobre um novo projeto de reforma recursal. In: Luiz Guilherme Marinoni; Fredie Didier Jr. (orgs.). A segunda etapa da reforma processual civil. São Paulo: Malheiros Editores, 2001.